# Хаканиеми (метростанция)
Вижте пояснителната страница за други значения на Хаканиеми.
Метростанция Хаканиеми (на фински: Hakaniemi; на шведски: Hagnäs) е метростанция от Хелзинкското метро.
Тази станция обслужва централните части на Хелзинки по-точно кварталите Хаканиеми и Калио.
Станцията е от първите метростанции отворени в Хелзинки, на 1 юни 1982. Проектирана е от Mirja Castrén, Juhani Jauhiainen и Marja Nuuttila. Разположена е на 0.9 километра от Метростанция Кайсаниеми и на 0.9 километра от Метростанция Сьорняйнен. Станцията е разположена на 23 метра под земята (21 метра под морското равнище).

## Транспорт
На метростанцията може да се направи възка с:
- трамваи номера: 1, 1A, 3B, 6, 7A, 7B, 9;
- автобуси с номера: 11, 16, 23, 23N, 51, 53, 55, 55A, 55AK, 55K, 62, 64, 64N, 65A, 65N, 66, 66A, 67, 67X, 68, 68X, 70, 70V, 71, 71V, 72, 73, 73N, 74, 74N, 75, 77, 85N, 86N, 90A, 90N, 92N, 94N, 95N, 96N, 97N, 503, 516, 611, 611N, 611Z, 613, 613K, 613N, 615, 615T, 615TK, 615V, 615VK, 620N, 620NK, 623, 623Z, 632, 633, 633A, 633K, 633N, 635, 650, 650A, 651, 651A, 652, 652A, 730, 730P, 731, 731N, 732, 734, 738, 738K, 740, 741, 741K, 741N, 742

- Входът на метростанция Хаканиеми
- Перонът на метростанция Хаканиеми
- Перонът на метростанция Хаканиеми

|  | Тази страница частично или изцяло представлява превод на страницата Hakaniemi metro station в Уикипедия на английски. Оригиналният текст, както и този превод, са защитени от Лиценза „Криейтив Комънс – Признание – Споделяне на споделеното“, а за съдържание, създадено преди юни 2009 година – от Лиценза за свободна документация на ГНУ. Прегледайте историята на редакциите на оригиналната страница, както и на преводната страница, за да видите списъка на съавторите. ВАЖНО: Този шаблон се отнася единствено до авторските права върху съдържанието на статията. Добавянето му не отменя изискването да се посочват конкретни източници на твърденията, които да бъдат благонадеждни. |